# شونجی فوجیمورا
شونجی فوجیمورا (انگلیسی: Shunji Fujimura؛ ۸ دسامبر ۱۹۳۴ – ۲۵ ژانویهٔ ۲۰۱۷) هنرپیشه ژاپنی از کاماکورا، کاناگاوا بود. وی بین سال‌های ۱۹۶۰ تا ۲۰۱۵ میلادی فعالیت می‌کرد. از فیلم‌هایی که وی در آن نقش داشته‌است، می‌توان به یادداشت مرگ اشاره کرد.